# Potrerillos, Santa Bárbara
Potrerillos är en ort i Honduras.   Den ligger i departementet Departamento de Santa Bárbara, i den västra delen av landet, 190 km nordväst om huvudstaden Tegucigalpa. Potrerillos ligger 261 meter över havet och antalet invånare är 900.
Terrängen runt Potrerillos är kuperad söderut, men norrut är den platt. Runt Potrerillos är det ganska glesbefolkat, med 43 invånare per kvadratkilometer. Närmaste större samhälle är Macuelizo, 11,3 km väster om Potrerillos. 